# Phanerophlebia haitiensis
Phanerophlebia haitiensis är en träjonväxtart som beskrevs av Carl Frederik Albert Christensen. Phanerophlebia haitiensis ingår i släktet Phanerophlebia och familjen Dryopteridaceae. Inga underarter finns listade.